# Oreades lativentris
Oreades lativentris is een pissebed uit de familie Philosciidae. De wetenschappelijke naam van de soort is voor het eerst geldig gepubliceerd in 1968 door Albert Vandel.